# Issiaka Ouédraogo
Issiaka Ouédraogo (n. Burkina Faso, 19 de agosto de 1988) es un futbolista burkinés. Juega de delantero y actualmente milita en el Wolfsberger AC de la Bundesliga de Austria.
Es hermano del exjugador Alassane Ouédraogo.

## Clubes
| Club              | País         | Año             |
| ----------------- | ------------ | --------------- |
| US Ouagadougou    | Burkina Faso | 2007 - 2008     |
| Red Bull Salzburg | Austria      | 2008 - 2010     |
| SV Grödig         | Austria      | 2010 - 2011     |
| Admira Wacker     | Austria      | 2011 - 2015     |
| Wolfsberger AC    | Austria      | 2015 - presente |

## Selección nacional
- Ha sido internacional con la Selección de Burkina Faso en 21 ocasiones anotando 1 gol.